# Ralph Stanley
Ralph Edmund Stanley (McClure, Virgínia, 25 de febrer de 1927 - Coeburn, Virgínia, 23 de juny de 2016) de nom artístic Dr. Ralph Stanley, fou un músic estatunidenc de música bluegrass. Fou conegut pel seu cant i per tocar el banjo.
Stanley va viure tota la vida al Comtat de Dickenson, al del sud-oest de Virgínia, una zona rural i muntanyosa dins de les Muntanyes Apalatxes. De sa mare, Lucy Stanley, va aprendre a tocar el banjo segons l'estil clawhammer, típic de la música popular apalatxa. En acabar l'institut, va lluitar a la Segona Guerra Mundial. Un cop acabada la guerra, va començar a fer de músic amb el seu germà gran, Carter, que ja tocava la guitarra en un grup.
L'any 1946, els germans Stanley van crear un grup anomenat the Clinch Mountain Boys, un dels primers grups a adoptar l'estil bluegrass que havia creat el músic Bill Monroe. Amb la mort de Carter l'any 1966, Ralph Stanley va seguir la seva carrera musical sol. L'any 1976, la Lincoln Memorial University el va nomenar doctor honoris causa en música, i va adoptar el nom professional Dr. Ralph Stanley.
Ja conegut en el món del Bluegrass, Stanley va ampliar la seva fama l'any 2000 quan va participar en la banda sonora de la pel·lícula O Brother, Where Art Thou? amb la tradicional cançó funerària O Death. L'any 2002, va guanyar una premi Grammy per la mateixa cançó.

## Honors i distincions
- Doctor honoris causa de Lincoln Memorial University l'any 1976.
- Incorporat a l'International Bluegrass Music Hall of Honor l'any 1992 i 2000.
- Grammy al millor cantant masculí en música country l'any 2004.
- Declarat virginià distingit de l'any 2004 de la Virginia Press Association.
- Declarat virginià excepcional de l'any 2008 per l'Assemblea General de Virgínia.
- Declarat llegenda viva de la Biblioteca del Congrés dels Estats Units l'any 2000.
- Doctor honoris causa de la Universitat Yale l'any 2014.[3]